# C. A. Engström Vagnfabrik
C. A. Engström Vagnfabrik war ein schwedischer Hersteller von Automobilen.

## Unternehmensgeschichte
Das Unternehmen aus Eskilstuna begann 1900 unter der Leitung von Isac Engström mit der Produktion von Automobilen. Der Markenname lautete Engström. Im gleichen Jahr endete die Produktion bereits wieder.

## Fahrzeuge
Vermutlich wurde nur ein Fahrzeug hergestellt. Es gilt als das dritte benzinbetriebene Fahrzeug aus schwedischer Produktion. Für den Antrieb sorgte ein Einzylindermotor mit 3,5 PS Leistung, der entweder aus Amerika oder vom schwedischen Unternehmen Morgårdshammar stammte. Die Kraftübertragung erfolgte mittels einer Kette. Das Getriebe verfügte über nur einen Gang. Die Höchstgeschwindigkeit war mit 35 km/h angegeben. Die Karosserie bot Platz für zwei Personen. Der Verkaufspreis betrug 4000 Schwedische Kronen. Verkauft wurde das Fahrzeug an ein Fahrradgeschäft in Stockholm. Das Fahrzeug wurde 1914 noch einmal auf einer Ausstellung präsentiert. Der Verbleib danach ist ungeklärt.